# Syndicat des distributeurs indépendants
Pour les articles homonymes, voir SDI.
Créé en 1991 le SDI est composé de 37 membres.

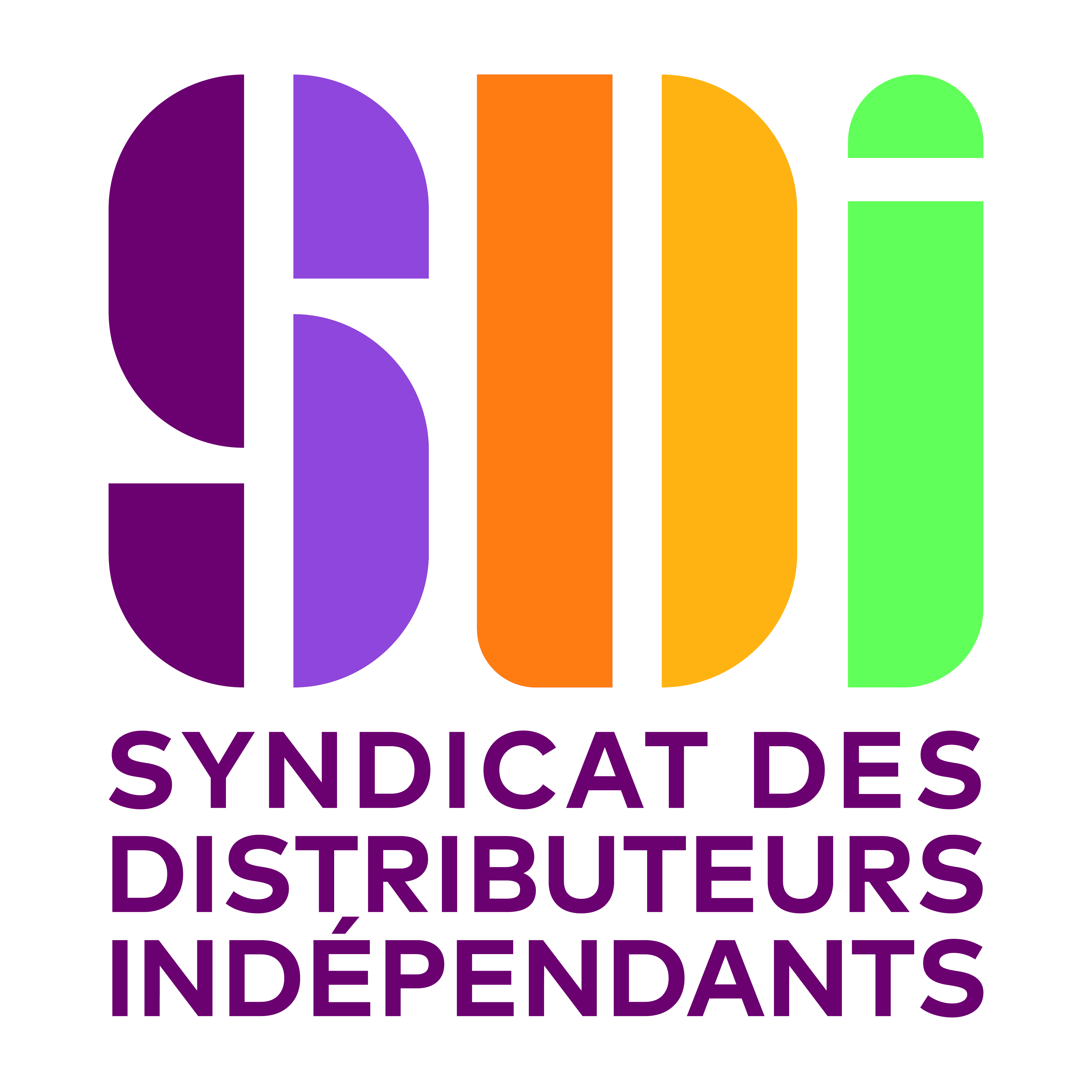

Son action le conduit à maintenir une veille permanente auprès du Centre National du cinéma et de l'image animée et des autres organisations professionnelles, afin d’obtenir garanties et moyens pour que perdure, le plus largement possible, le pluralisme et la liberté d’action qui sont indispensables à l’exercice la profession de distributeurs et distributrices indépendant.e.s, faite d’engagement aux côtés des films, de prise de risques et de passion.
Membre du BLOC. (Bureau de Liaison des Organisations du Cinéma) depuis l’origine, le SDI prône l’engagement aux côtés de tous les indépendants, pour la défense d’un secteur cinématographique français vivant, pluraliste et diversifié.
Chaque année, le SDI organise Les Rencontres du Cinéma Indépendant du SDI pendant lesquelles les membres du syndicat sont invités à présenter un de leurs films et/ou leur line-up auprès des exploitants.
Le SDI regroupe les sociétés de distribution suivantes :
- Les Acacias
- Arizona Distribution
- Bobine Films
- Cinéma Public Films
- Carlotta Films
- Ciné Tamaris
- Condor Distribution
- Damned FIlms
- Destiny Films
- DHR Distribution/A Vif Cinemas
- Documentaire Sur Grand Écran
- E.D. Distribution
- Heliotrope Films
- Jour2Fête
- JHR Films
- Jupiter Films
- Juste Distribution
- L'Atelier Distribution
- La 25è Heure
- Les Alchimistes
- Les Films de l'Atalante
- Les films des deux rives
- Les films du préau
- Les films du Whippet
- Lost Films
- Malavida
- Météore Films
- New Story
- Next Film Distribution
- Outplay
- Potemkine Films
- Shellac
- Solaris Distribution
- Star Invest Film France
- Survivance
- Tamasa Distribution
- Wayna Pitch